# Granit Xhaka
Granit Xhaka (Basel, 27. rujna 1992.)  švicarski je nogometaš albanskoga porijekla koji trenutno igra za Sunderland. Kapetan je švicarske nogometne reprezentacije. Brat je albanskog reprezentativca Taulanta Xhake.

## Klupska karijera
Karijeru je započeo u klubu iz rodnoga grada, Baselu, s kojim je tijekom dvije sezone postao prvotimac švicarskog prvaka.
Godine 2012. odlazi u njemački klub Borussia Mönchengladbach, gdje dobiva pohvale za svoje tehničko umijeće, ali i kritike zbog temperamenta. U dobi od 22 godine, tijekom 2015. godine, postao je kapetan Borussije te je pomogao momčadi da dvije uzastopne sezone izbori Ligu prvaka. Prije Eura 2016. godine, Xhaka je za £30,000,000 prešao u londonski Arsenal.
Za reprezentaciju je debitirao 2011. godine, a sudjelovao je i na Svjetskom prvenstvu 2014. godine. Kasnije je sudjelovao na Euru 2016. godine te na Svjetskom prvenstvu 2018.

## Vanjske poveznice
- službene stranice  Arhivirana inačica izvorne stranice od 26. siječnja 2021. (Wayback Machine)
- www.arsenal.com, profil igrača